# Rainer Weiss
Rainer Weiss (Berlin, 29. rujna 1932.), američki fizičar njemačkoga podrijetla. Doktorirao (1962.) na Massachussettskom tenološkom institutu u Cambridgeu, gdje je i zaposlen od 1964. Bavi se astrofizikom, istraživanjem kozmičkoga pozadinskoga zračenja i gravitacijskom fizikom. Izumio je interferometrijski detektor gravitacijskih valova. Član je Američke akademije umjetnosti i znanosti (od 1998.) i Nacionalne akademije znanosti SAD-a (od 2000.). Za važan doprinos uporabi detektora LIGO (eng. Laser Interferometer Gravitational-Wave Observatory) i prvo izravno bilježenje gravitacijskih valova s B. C. Barishem i K. S. Thorneom dobio je Nobelovu nagradu za fiziku (2017.).

## Gravitacijski valovi
Gravitacijski valovi ili gravitacijsko zračenje je poremećaj gravitacijskog polja, širi se poput valova. Javlja se kod ubrzanja masa: eksplozija supernovih, obilaženja zvijezda u bliskome dvojnom sustavu i slično. Kod nekih dvojnih zvijezda utvrđeno je da smanjenje ukupne orbitalne energije odgovara energiji koju odnose valovi.
Od četiriju poznatih osnovnih sila u prirodi, gravitacija je najslabija pa je u području atoma i molekula potpuno zanemariva prema elektromagnetskim i nuklearnim silama. U svemirskim veličinama, gdje međusobno djeluju velike nakupine masa, međuzvjezdani plinovi, zvijezde, galaktike, gravitacija igra važnu ulogu. Astronomska otkrića pulsara i kvazara i teorije o razvoju zvijezda stavljaju teoriju gravitacije pred nove probleme, kao što su pitanje stalnosti gravitacijske konstante tijekom vremena, mehanizam gravitacijskoga kolapsa koji uzrokuje energetsku degeneraciju zvijezda. Kod gravitacijskoga kolapsa, sile zvjezdane gravitacije posve nadjačaju sile tlaka elektromagnetskog zračenja i zvijezda se sve više komprimira. Nakon porasta gravitacije iznad neke veličine, zvijezda postane za promatrača nevidljiva (crna rupa), jer kvanti zračenja više ne mogu napustiti zvijezdu. Za objašnjenje tih pojava može se pokazati nužnim da se u gravitacijskoj teoriji provede kvantizacija (kvantna mehanika). Energija gravitacijskoga polja bila bi kvantizirana i širila bi se kroz polje u gravitacijskim valovima. Kvant gravitacijskoga polja zove se graviton.

### Otkriće gravitacijskih valova
Dne 11. veljače 2016. znanstvenci okupljeni oko projekta LIGO (eng. The Laser Interferometer Gravitational-Wave Observatory) objavili su da su otkrili su do danas neotkrivene gravitacijske valove.  
Prvo su zapazili 14. rujna 2015. par crnih rupa udaljenih 1,3 milijarde svjetlosnih godina, od koji je jedna imala masu veličine 29 Sunčevih masa (Sunce ima masu oko 2 ∙ 1030 kilograma), a druga 36 Sunčevih masa, raspoređenih na malenoj površini od nekoliko desetaka kilometara. One su prvo kružile jedna oko druge da bi se konačno stopile u jednu (znači ukupna masa je bila 65 Sunčevih masa). To je ujedno i prvi put da je potvrđeno postojanje dvojnog sustava crnih rupa. Energija koja se stvorila tim spajanjem bila oko 50 puta veća od energija svih zvijezda koje se nalaze u vidljivom dijelu svemira. Signal se rasprostirao na frekvenciji od 35 do 250 Hz. Masa novostvorene crne rupe je oko 62 Sunčeve mase, a energija od 3 Sunčeve mase se rasprostirala svemirom u obliku gravitacijskih valova. Signal je bio viđen s LIGO detektorima u Livingstonu (Louisiana) i Hanfordu (Washington), koji su udaljeni oko 3 000 kilometara, s razlikom od 0,007 sekundi zbog različitih kuteva između detektora i izvora. Signal je došao iz južne strane nebeske sfere, otprilike iz smjera Magellanovih oblaka (dvije galaktike, Veliki Magellanov oblak i Mali Magellanov oblak). Razina pouzdanosti da su viđeni signali gravitacijski valovi je 99,99994 %.